# Kjičhu
Kjičhu (tibetsky སྐྱིད་ཆུ། Wylie: sKyid chu, čínsky pchin-jinem Jí Qǔ, znaky 吉曲) nebo také Lhaská řeka (tibetsky ལྷ་ས་གཙང་པོ། Wylie: Lhasa gTsangpo, čínsky pchin-jinem Lāsà Hé, znaky 拉薩河) je řeka na jihu Tibetské autonomní oblasti v ČLR. Je přibližně 450 km dlouhá. Povodí má rozlohu přibližně 26 000 km².

## Průběh toku
Pramení na jižním svahu hřbetu Ňänčhen Thangla a na horním toku teče jihovýchodním směrem v hluboké dolině. Na dolním toku se údolí rozšiřuje a řeka mění svůj směr na jihozápad. Ústí zleva do Brahmaputry.

## Vodní režim
V létě dochází k povodním v důsledku dešťů a tání ledovců, v zimě je vody v řece méně.
V roce 2012 začala čínská vláda budovat kaskádu přehrad v blízkosti města Lhasy za účelem vytvoření umělého jezera, které bude sloužit turistickým účelům. Projekt měl být dokončen v roce 2014, ale stavba se opozdila do jara 2015. V létě 2015 budou na nové jezero dopraveny výletní lodě a malé loďky. Břeh jižní části města se přestavuje a upravuje, budují se nové hotely, zábavní centra a restaurace.

## Využití
Údolí řeky je hlavní zemědělskou oblastí Tibetu. Na břehu leží Lhasa a mnoho buddhistických klášterů.